# Friedrich Bruckbräu
Friedrich Wilhelm Bruckbräu, auch: Baron Belial, Dr. F. W. Pikant, und Dr. Mephisto (* 14. April 1792 in München; † 23. Dezember 1874 ebenda) war ein deutscher Schriftsteller und Übersetzer.

## Leben
Bruckbräu studierte nach dem Gymnasialabschluss 1809 am (heutigen) Wilhelmsgymnasium München Philosophie in Landshut. Nach dem Studium schlug er 1810 die Beamtenlaufbahn beim Zoll ein. 1833 wurde Bruckbräu zum Oberzollverwalter nach Burghausen versetzt und verwaltete das dortige Hauptzollamt. Er gehörte zu den Gründern der Zeitschrift Eos und redigierte zeitweise weitere Zeitschriften wie den Bayerischen Beobachter, die Eichenkronen und das Münchner Konversationsblatt.  Bruckbräu übersetzte die Canzonen und Sonette des Petrarca und Paradise Lost (Das verlorene Paradies) von John Milton und kleinere Arbeiten von George Sand und Alexandre Dumas, Simonde de Sismondi u. a. Zudem war Bruckbräu Autor zahlreicher Werke, darunter Dramen, Satiren, Erzählungen und Romane.
Friedrich Bruckbräu starb 1874 im Alter von 83 Jahren in München.

## Grabstätte

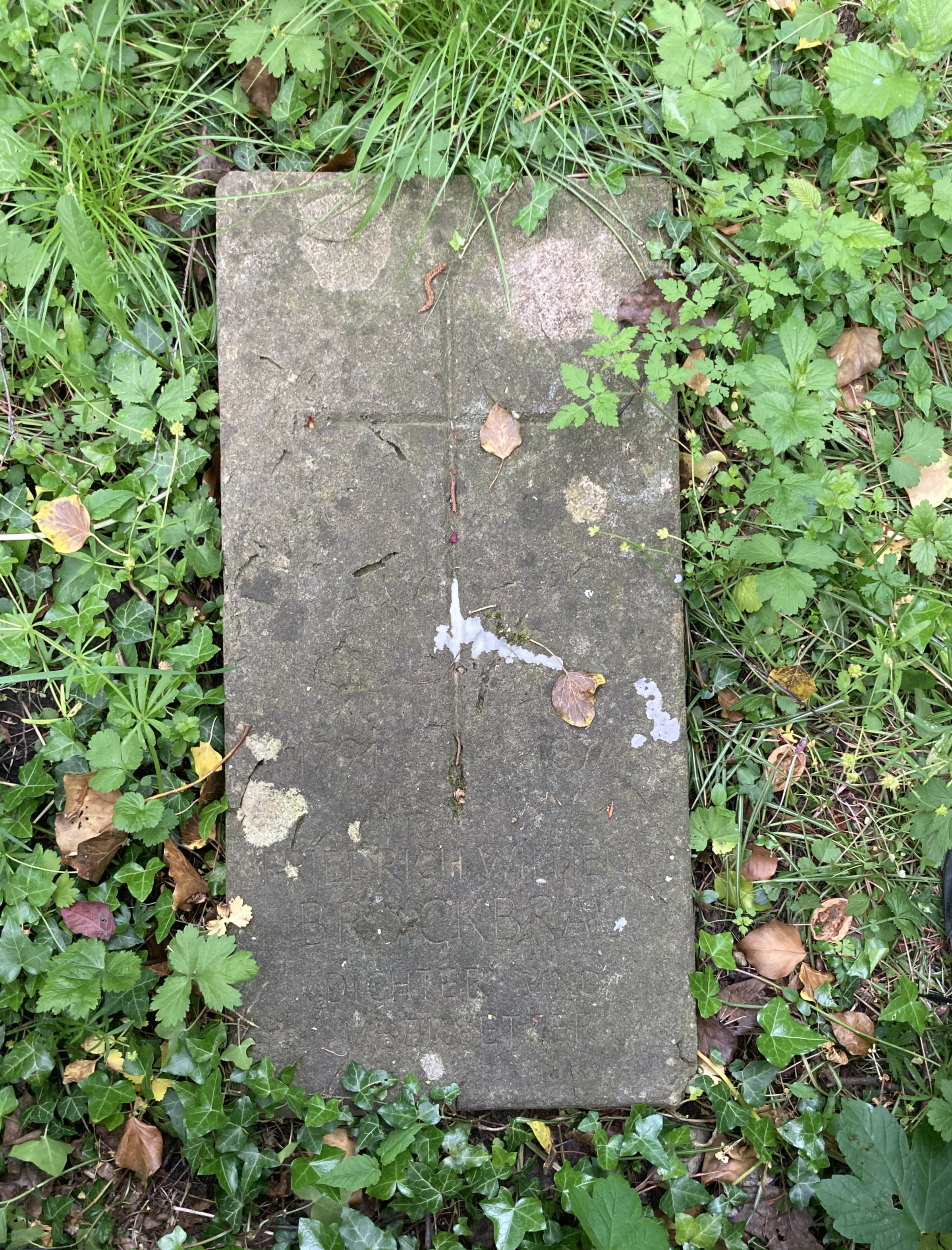
Grab von Friedrich Bruckbräu auf dem Alten Südlichen Friedhof in München

Die Grabstätte von Friedrich Bruckbräu befindet sich auf dem Alten Südlichen Friedhof in München (Gräberfeld 19 – Reihe 13 – Platz 1) Standort.

## Werke (Auswahl)
- Meine Ansichten über die Vaterlands-Liebe. Versuch einer Abhandlung bei Gelegenheit des allerhöchsten Geburts-Festes Ihrer königlichen Majestät von Baiern Friederike Wilhelmine Karoline. München 1815. (Digitalisat)
- Beitrag zur Waaren-Kenntniß in Bezug auf den königlich-baierischen Zolltarif vom 22. July 1819 nach den vorzüglichsten Quellen bearbeitet. Zängl, München 1820. (Digitalisat)
- Über die staatsbürgerlichen Rechte der Juden in Baiern. Seidel, Sulzbach 1824. (Digitalisat)
- Maria von Brabant. Ein historisch-romantisches Trauerspiel in fünf Aufzügen. Arnold, Dresden 1824. (Digitalisat)
- Der Geist des heiligen Paulus. Gedanken eines großen Apostels über das christliche Leben. Ein Andachtsbuch für alle Christen auf alle Tage des Monats. Seidel, Sulzbach 1825. (Digitalisat)
- Neuestes Taschenbuch der Haupt- und Residenzstadt München und den Umgebungen, für Einheimische und Fremde. Mit 14 Ansichten und 1 Plane. Lindau, München 1827. (Digitalisat)
- Mitteilungen aus den geheimen Memoiren einer deutschen Sängerin. In Wien, Mailand, Rom, Neapel, Madrid, Lissabon, Paris, London, Petersburg und Berlin. Zum Ergötzen aller Freunden reizender Theaterdamen aufgestellt. 2 Bände. Franckh, Stuttgart 1829. Neuausgabe Jazzybee Verlag, Altenmünster 2012. ISBN 978-3-8496-0549-0
- Die Verschwörung in München. Eine Gallerie der interessantesten Liebschaften galanter Herren und lüsterner Damen, den Liebenden aus allen Ständen geöffnet. Franckh, Stuttgart 1829. (Digitalisat Theil 1), (Theil 2)
- Die goldene Wünschelrute für alle Stände. Ein reicher Schatz der längstvergessenen oder für gänzlich verloren erachteten wunderbaresten Geheimnisse. Jenisch & Stage, Augsburg/Leipzig 1830. (Digitalisat)
- Der Papst im Unterrocke. Ein historischer Roman. Brodhag, Stuttgart 1832. (Digitalisat)
- Rosa’s Gardinenseufzer. 2 Bände. Brodhag, Stuttgart 1832. (Digitalisat Band 1 und 2)
- Vollständiges Handbuch zum Vollzuge aller Verordnungen des großen deutschen Zollvereins. Jenisch & Stage, Augsburg 1835. (Digitalisat)
- Handbuch für die unmittelbaren und mittelbaren Staatsdiener in Bayern in Bezug auf ihre persönlichen Verhältnisse. Seidel, Sulzbach, 2. Aufl. 1838. (Digitalisat)
- Jean Dupuis, Athlet und Ringer. Der verglichene Unvergleichliche. Ein komisches Heldengedicht. Pustet, Passau 1841. (Digitalisat)
- Das Militär oder Zweierleituch-Fieber des Weiblichen Geschlechtes. Ein philosophisch-, psychologisch-, pathologisch-, therapeutisch-, humoristisches Capriccio. Ohne Verlag, und Ort. 1844. (Digitalisat)
- Christoph der Kämpfer. Herzog von Bayern, oder: Der Löwenbund. Historische Erzählung. Jenisch & Stage, Augsburg 1844. (Digitalisat)
- Königsblumen. Eine Auswahl von Festgedichten zur Verherrlichung der Allerhöchsten Königl. Familie von Bayern. Pustet, Passau 1844. (Digitalisat)
- Der Dukatenbauer. Eine altbayerische Dorfgeschichte. Fleischmann, München 1849. (Digitalisat)
- Das nützlichste und wohlfeilste Taschenbuch für Reisende auf der München-Rosenheim-Salzburger- und München-Augsburg-Lindauer-Eisenbahn und deren Umgebungen. Jaquet, Augsburg 1851. (Digitalisat)
- Agnes Bernauer, der Engel von Augsburg. Historisch-romantisches Zeit- u. Sittengemäldes aus dem fünfzehnten Jahrhunderte. Ein deutsches Volksbuch. 2 Theile in 1 Bande. Fleischmann, München 1854. (Digitalisat)
- Geschichte der Mariensäule in München 1638–1855. Weiß, München 1855. (Digitalisat)
- Das wilde Heer in Deutschland. Wie Kaiser Napoleon III. die unvereinigten Staaten von Deutschland mit Fuchsfallen, Fischangeln, Jagdgarnen und Leimruthen fangen, schlachten, abhäuten, in Vierräuber-Essig mariniren, sieden, an Bajonetten braten, eigenhändig tranchiren und in Portionen an seine Büchsenspanner vertheilen wollte. Ein humoristisch-satirisches Vexierspiel von Dr. Mephisto. Datterer, Freysing 1860. (Digitalisat)
- Hanns Heiling, vierter und letzter Regent der Erd-, Luft-, Wasser- und Feuergeister und sein Kampf mit den Teufeln der Hölle. Eine höchst merkwürdige, abenteuerliche und wundervolle Ritter-, Räuber-, Geister- u. Teufelsgeschichte [nach Christian Heinrich Spieß]. Lutzenberger, Altötting 1860 (Digitalisat)
- Humoristischsatyrischer Vexirspiegel von München. Von Dr. F. W. Pikant. Finsterlin, München 1863. (Digitalisat)
- Ehrenspiegel des glorreichen Hauses Wittelsbach. Ein bayerisches Geschichts- und Volksbuch für alle Stände. Fleischmann, München 1867. (Digitalisat)

## Übersetzungen (Auswahl)
- Francesco Petrarca’s sämmtliche italienische Gedichte. Mit erläuternden Anmerkungen. 6 Bände. Lindauer, München 1829. (Digitalisat Band 1), (Band 2), (Band 3), (Band 4), (Band 5), (Band 6)
- Der Halbmensch oder das Modeleben. Von Edward Young. Jenisch & Stage, Augsburg/Leipzig 1835. (Digitalisat)
- Geschichte der italienischen Freistaaten im Mittelalter. Von Jean-Charles-Léonard Simonde de Sismondi. Jenisch & Stage, Augsburg 1836. (Digitalisat Band 1)
- Die vier letzten Dinge: Tod, Gericht, Hölle, Himmelreich. Von Martin von Cochem. 23. Aufl. Jenisch & Stage, Augsburg 1838.
- Johann Milton's wiedererobertes Paradies. Lindau, München 1838.
- Der Teufel in Paris. Sitten und Gebräuche, Charactere und Portraite der Einwohner von Paris, vollständiges Gemälde ihres häuslichen, öffentlichen, politischen, künstlerischen, literarischen, industriellen Lebens. (Le diable à Paris. Von Honoré Balzac) 4 Bände. Jenisch & Stage, Augsburg 1844. (Digitalisat Band 1), (Band 2)
- Johanna. Von George Sand. Jenisch & Stage, Augsburg 1844. (Digitalisat)
- Martin, das Findelkind, oder Memoiren eines Kammerdieners. Von Eugen Sue. 12 Bände. Jenisch & Stage: Augsburg 1846–1847.
- Der Graf von Monte Christo. Von Alexandre Dumas. Jenisch & Stage, Augsburg 1848.